# オルガ・トヴェルスカヤ
オルガ・トヴェルスカヤ (Olga Tverskaya ロシア語: Ольга Тверская、1968年 - ）は、 ソビエト連邦出身のイギリスのフォルテピアノ奏者である。

## 来歴
1968年生まれ。レニングラードでピアノを学ぶ。ソ連国内でのモダンピアノでの活躍ののち、1990年にイスラエルへ移住。ラビン・テル・アヴィブ音楽大学を卒業後、フォルテピアノに惹かれ1992年、ロンドンのギルドホール音楽演劇学校 へ入学し、クリストファー・カイトに師事する。
ウィグモア・ホールでデビュー。ロンドンを拠点にソロ演奏、室内楽、協奏曲、リート(歌曲)演奏で活躍し、デビュー数年後には、フォルテピアノの最も優れた演奏者のひとりとしての評価を30歳前後の年齢にして確立するに至った。
　録音でも高い評価を得、Opus111から非常にレヴェルの高い演奏のCDをソロ演奏、マイリ・ローソン、 レイチェル・ポッジャーなどとのアンサンブル、ファビオ・ビオンディとのデュオなどでリリースした。シューベルトのピアノソナタ録音は非常に評価が高く、日本でも吉田秀和がレコード芸術誌に掲載されたシューベルトのピアノソナタD959の録音への批評に於いて、トヴェルスカヤの演奏をリヒテル、グールドらの演奏解釈と並べ比較し称賛した。1999年には ‘Music at Restoration House’ 音楽祭のアーティスティックアドヴァイザーにも任命された。
　しかし、惜しみない賛辞にもかかわらず、録音は2001年リリースの ヤン・ヴァーツラフ・ヴォジーシェク 作品集で途絶える。2003年時点では、コンサート活動が続いているのにもかかわらず、Opus111から発売されていたCDはすべて廃盤となっていた。2005年にはBBCでコンサートの模様が放送されているが、その後情報はなくなり、近年は公の演奏活動を行なっていない模様である。

## 録音
Opus111から11枚のCDが発売された。